# Лашко Василь Михайлович

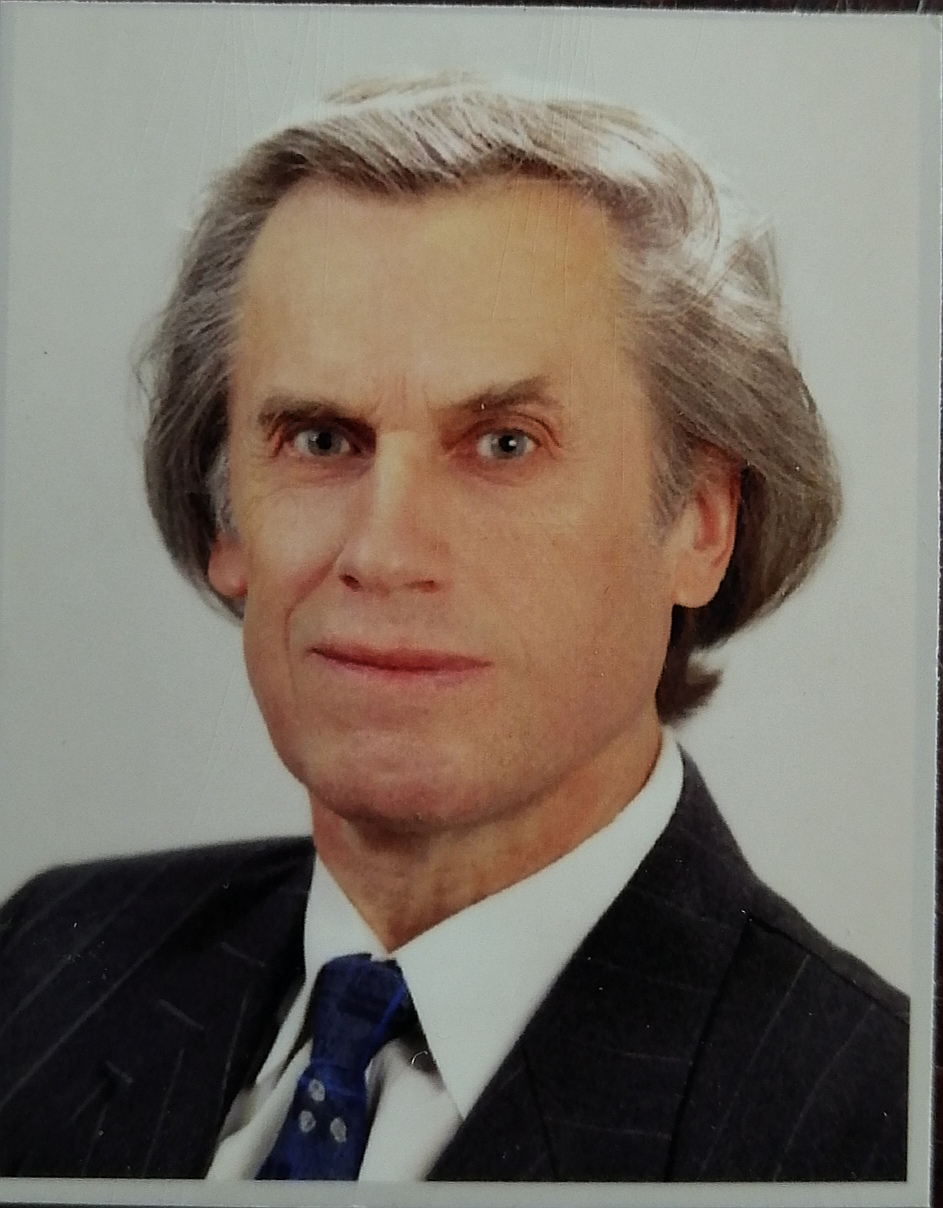
Лашко В. М.

Василь Михайлович Лашко́ (нар. 21 серпня 1940, Сакалівка) — український графік, кераміст і педагог; член Спілки радянських художників України з 1990 року.

## Біографія
Народився 21 серпня 1940 року в селі Сакалівці (нині Миргородський район Полтавської області, Україна). 1959 року закінчив Миргородський керамічний технікум, де навчався у Валентини Панащатенко, Леоніда Статкевича.
У 1963—1964 роках працював живописцем на Будянському фаянсовому заводі. Протягом 1964—1971 років у Харків художньо-промисловлму інституті обіймав посаду завідувача лабораторії кераміки і скла відділу монументально-декоративного живопису факультету інтер'єру та обладнання. Одночасно до 1971 року навчаввся у ньому, був учнем Миколи Камінного, Володимира Ненадо.
З 1973 року у Києві працював завідувачем відділу реклами Центральних художньо-експериментальних лабораторій украхнських народних художніх промислів; з 1975 року — провідний інженер-конструктор відділу реклами заводу «Маяк»; з 1989 року — викладач-методист художньо-промислового технікуму, де відродив відділення художього розпису; з 2000 року — в Інституті декоративно-прикладного мистецтва та дизайну, де з 2010 року виконував обов'язки завідувача кафедри монументально-декоративного мистецтва. Мешкає у Києві в будинку на вулиці Каштановій, № 3.

## Творчість
Працює в галузі станкової графіки (створює переважно акварельні пейзажі). Серед робіт:
- подарункові керамічні вироби (1971);
- серія ліногравюр «Українські народні думи» (1971);

акварелі
- «Чекання» (1983);
- «Обухівські оболоні» (1987);
- серія «Покинуті села» (1987);
- серія «На Полтавщині» (1987–1995);
- «Гадяцький шлях» (1988);
- «Гаряча пора» (1988);
- «Барви бабиного літа» (1998);
- «Краєвид Псла» (1999);
- «Осінні багрянці» (1999);
- «Подихи осені» (2000).

Бере участь в обласних, всеукраїнських художніх виставках з 1983 року. 
Окремі роботи зберігаються у Хмельницькому художньому музеї, Посольстві України в Ірані.